# 25:01
25:01 je album české rockové hudební skupiny Tři sestry, které vzniklo v roce 1993.

## Písně
Hudbu a texty vytvořily Tři sestry s těmito výjimkami:
3. - hudba Bob Dylan, text Tři sestry.
1. Widle
2. Tramvaj
3. Tragédie v JRD Čifárie (růžový mix)
4. Balada (disko mix)
5. Čedok
6. Hračky
7. Brouk
8. Balada
9. Dodo & Duda (mix)